# شب پان
در سیستم تلما، شب پان (به انگلیسی: Night of Pan)، یا N.O.X.، حالتی عرفانی می‌باشد  که مرحلهٔ مرگ نفس در مراحل حصول معنوی را بیان می‌کند.
پان شهوانی و سرزنده، خدای یونانی طبیعت، شهوت و نیروی تولیدی نرینه است. همچنین واژهٔ یونانی پان، «کل» نیز ترجمه می‌شود؛ بنابراین او یک نماد گیتی، یک تجسم طبیعت؛ هم پانگنتور یا «مولد همگان» و هم پانفاگ یا «بلعنده ی همگان» می‌باشد . از این رو، پان هم دهنده و هم گیرندهٔ زندگی است و شب پان لحظهٔ مرگ نمادین است که استاد، وحدت با کل را بواسطهٔ نابودی خلسه وار ضمیر شخصی اش تجربه می‌کند. 

## شهر اهرام
در سیستم حصول A∴A∴، پس از اینکه استاد، بصیرت و گفتگو با فرشته ی نگهبان مقدسش را به دست آورد، می بایست با مغاک بزرگ روبرو گردد؛ جایی که خورونزون را ملاقات می‌کند که وی را برای نگه داشتن خود ذهنی اش فریب خواهد داد و در قلمرو خیالش به دام اندازد. استاد برای گریختن از مغاک عمیق‌ترین حس هویت زمینیش را با حرکت نمادین ریختن خونش در جام بابالون، ترک می‌کند. سپس استاد مانند یک نوزاد در زهدان بابالون (آبستن شده توسط پان) می‌شود و خود مرده اش به عنوان تلی از خاک در شهر اهرام، جایی که زیر شب پان قرار دارد، قرار می‌گیرد. این دلیل نامیده شدن این مفهوم به شب است؛ این حالت، زهدان بدون نور و همچنین زمان پیش از طلوع خورشید تازه (ترجیحاً خود تازه) را نشان می‌دهد. سپس او در این حالت والا تا هنگامی که برای حرکت به مرحلهٔ بعدی آماده شود و دوباره از مادر مهین بابالون متولد شده توسط پان، متولد شد، صبر می‌کند.